# Nuoto pinnato ai III Giochi del Mediterraneo sulla spiaggia
Le gare di nuoto pinnato ai II Giochi del Mediterraneo sulla spiaggia si sono svolti dal 14 al 16 settembre 2023 a Heraklion, in Grecia.

## Podi

### Uomini
| Evento  | Oro                   | Argento               | Bronzo                |
| 50m AP  | Georgios Panagiotidis | Georgios Kaltsoukalas | Omer Faruk Saydam     |
| 50m BF  | Patrick Martin        | Riccardo Romano       | Youssef Neffati       |
| 100m SF | Georgios Panagiotidis | Georgios Kaltsoukalas | Seifeldin Abdelrahman |
| 100m BF | Youssef Neffati       | Riccardo Romano       | Patrick Martin        |
| 200m SF | Derin Toparlak        | Colas Zugmeyer        | Lorenzo Caronno       |
| 200m BF | Ognjen Maric          | Sebastien Cheduru     | Ahmed Radwan          |
| 400m SF | Ilias Kalfidis        | Derin Toparlak        | Lorenzo Caronno       |
| 2km BF  | Marwan Elamrawy       | Ahmed Radwan          | Georgios Mantzakos    |
| 4km SF  | Marios Armoutsis      | Ilias Kalfidis        | Davide De Ceglie      |

### Donne
| Evento  | Oro               | Argento             | Bronzo                  |
| 50m AP  | Vasileia Tsigkoia | Dora Bassi          | Anaïs Verger            |
| 50m BF  | Viola Magoga      | Georgia Peraki      | Lydia Panteloglou       |
| 100m SF | Vasileia Tsigkoia | Giorgia Destefani   | Dora Bassi              |
| 100m BF | Georgia Peraki    | Viola Magoga        | Login Aboulrous         |
| 200m SF | Silvia Sevignani  | Giorgia Destefani   | Ifigeneia Teliousi      |
| 200m BF | Login Aboulrous   | Silvia Belli        | Giolanda Kaperda        |
| 400m SF | Silvia Sevignani  | Athanasia Karatsivi | Adasu Ramazanoğlu       |
| 2km BF  | Silvia Belli      | Sonia Fargas Mexia  | Sarra Ben Ahmed         |
| 4km SF  | Gamila Hassan     | Mara Zaghet         | Sofia Anastasia Tsianou |

### Misto
| Evento             | Oro    | Argento | Bronzo  |
| Staffetta 4x100 SF | Grecia | Francia | Italia  |
| Staffetta 4x50 BF  | Italia | Francia | Croazia |
| Staffetta 2k SF    | Egitto | Grecia  | Italia  |

## Medagliere
| Posiz. | Nazione | Oro | Argento | Bronzo | Totale |
| ------ | ------- | --- | ------- | ------ | ------ |
| 1      | Grecia  | 8   | 5       | 6      | 19     |
| 2      | Italia  | 6   | 6       | 7      | 19     |
| 3      | Egitto  | 4   | 2       | 2      | 8      |
| 4      | Turchia | 1   | 2       | 1      | 4      |
| 5      | Croazia | 1   | 1       | 2      | 4      |
| 6      | Tunisia | 1   | 0       | 2      | 3      |
| 7      | Francia | 0   | 4       | 1      | 5      |
| 8      | Spagna  | 0   | 1       | 0      | 1      |
| Totale | Totale  | 21  | 21      | 21     | 63     |